# You Take My Breath Away
You Take My Breath Away ("Me dejas sin aliento") es una canción realizada por la banda de Rock inglesa Queen. Fue escrita y compuesta por Freddie Mercury para el álbum A Day at the Races, lanzado en 1976. La voz y el piano fueron interpretados por Freddie, quien la tocó por primera vez en solitario en Hyde Park antes de grabarla en estudio.
Una versión de la canción grabada en junio de 1977 en Earls Court aparece en el vídeo Rare Live de 1989. 
La versión grabada en Hyde Park de 1976 fue incluida como parte de la reedición del álbum A Day at the Races en el año 2011 hecha por Universal Music Group. 

## Créditos
Freddie Mercury: Voz principal, piano y coros.
Brian May: Guitarra eléctrica.
John Deacon: Bajo eléctrico.
Roger Taylor: Platillos.
- Datos: Q6170372